# 黒磯板室インターチェンジ
黒磯板室インターチェンジ（くろいそいたむろインターチェンジ）は、栃木県那須塩原市鹿野崎にある、東北自動車道のインターチェンジ（地域活性化インターチェンジ）。IC名は旧黒磯市と板室温泉の「板室」に因む。

## 概要
行楽シーズンにおける渋滞の緩和などを目的として計画され、2009年3月29日に供用を開始した。
黒磯PAと隣接しているが、インターチェンジとパーキングエリアの相互利用はできない構造になっている。なお、インターチェンジの建設時は同パーキングエリアを一時閉鎖して工事が行われた。
インターチェンジ連結施設である栃木県道351号黒磯板室インター線を経由して東北本線・東北新幹線の那須塩原駅の駅前通り（県道53号・標識等の現在の名称は「大学通り」）と接続しており、また、先行してオープンした複合商業施設那須ガーデンアウトレットとも直結している。
2025年4月、インターチェンジ内のY字交差点で進路を誤った自動車が逆走して14人が死傷する事故が発生。同年6月、同種の事故防止のために交差点に矢印信号機と指定方向外通行禁止の標識が新たに設置された。

## 道路
直接接続
- E4 東北自動車道（12-1番）
- 栃木県道351号黒磯板室インター線

間接接続
- 栃木県道53号大田原高林線

## 料金所
- ブース数：5

### 入口
- ブース数：2
  - ETC専用：1
  - 一般：1

### 出口
- ブース数：3
  - ETC専用：1
  - 一般：2

## 隣
E4 東北自動車道
(12)西那須野塩原IC - (12-1)黒磯板室IC/黒磯PA - (13)那須IC

## 周辺
- 那須ガーデンアウトレット
- 那須塩原駅